# Чичестер, Джордж, 2-й маркиз Донегол
Джордж Август Чичестер, 2-й маркиз Донегол (14 августа 1769 — 5 октября 1844) — англо-ирландский дворянин и политик, титулованный виконт Чичестер с 1769 по 1791 год и граф Белфаст с 1791 по 1799 год.

## Биография
Он родился 14 августа 1769 года в ольстерской аристократической семье в Сент-Джеймсе, Вестминстер. Старший сын Артура Чичестера, 1-го маркиза Донегола (1739—1799), и леди Энн Гамильтон (1738—1780), дочери Джеймса Гамильтона, 5-го герцога Гамильтона, и Энн Спенсер.
Он заседал в Ирландской палате общин от Каррикфергуса с 1798 по 1799 год.
5 января 1799 года после смерти своего отца Джордж Август Чичестер унаследовал титулы 2-го маркиза Донегола, 5-го графа Белфаста, 6-го графа Донегола, 2-й барона Фишервика, 7-го барона Чичестера из Белфаста, 7-го виконта Чичестера из Каррикфергуса.
Лорд Донегол был принят в Ирландский тайный совет в 1803 году, а затем служил лордом-лейтенантом графства Донегол с 1831 года до своей смерти в 1844 году. Он также был произведен в рыцари Ордена Святого Патрика в 1821 году по случаю визита короля Великобритании Георга IV в Ирландию.
Всю жизнь азартный игрок, лорд Донегол женился на дочери Эдварда Мэя, ростовщика и владельца игорного дома. Возможно, это было соглашение об урегулировании некоторых долгов. В 1818 году выяснилось, что Энн Мэй была незаконнорожденной и не достигла совершеннолетия, когда вышла замуж. В результате закона 1753 года брак был признан недействительным, что лишило бы детей права наследования титулов. Для разрешения этой ситуации было начато судебное разбирательство, но именно изменение закона о браке в 1822 году позволило старшему сыну сохранить свое место в наследстве.
Лорд Донегол умер в долгах в 1844 году в своем доме в Ормо, графство Даун (которое легло в основу парка Ормо), и был похоронен в церкви Святого Николая, Каррикфергус.

## Семья
8 августа 1795 года Джордж Чичестер женился на Энн Мэй (? — 6 февраля 1849), дочери сэра Эдварда Мэя, 2-го баронета (1751—1814). у супругов было семь детей:
- Джордж Гамильтон Чичестер, 3-й маркиз Донегол (10 февраля 1797 — 20 октября 1883), старший сын и преемник отца
- Эдвард Чичестер, 4-й маркиз Донегол (11 июня 1799 — 20 января 1889)
- Лорд Спенсер Август Чичестер (27 ноября 1805 — 27 мая 1825)
- Лорд Артур Чичестер (30 сентября 1808 — 25 июня 1840), депутат от Белфаста в 1832—1834 годах
- Лорд Гамильтон Фрэнсис Чичестер (9 марта 1810 — 1 января 1854), жена с 1837 года Гонория Анастасия Блейк (1800—1878)
- Лорд Джон Ладфорд Чичестер (ноябрь 1811 — 22 апреля 1873), женат с 1844 года на Кэролайн Бевар (? — 1883)
- Лорд Стивен Элджернон Чичестер (1814 — 14 января 1890), женат с 1843 году на Альфонсине Луизе Лауре де Нарбонн (? — 1881).